# Leonid Kacejko
Leonid Kacejko (ur. 26 października 1913 w Warszawie, zm. 11 października 1996 w Lublinie) – inżynier elektryk, wykładowca Wydziału Elektrycznego Wyższej Szkoły Inżynierskiej. Członek honorowy Lubelskiego Oddziału SEP od roku 1987.

## Życiorys
Leonid Kacejko po ukończeniu w roku 1932 Gimnazjum oraz zdaniu matury rozpoczął studia na Wydziale Elektrycznym Politechniki Warszawskiej. Studia ukończył w roku 1937 uzyskując stopień magistra inżyniera elektryka. Po ich ukończeniu podjął pracę w Lublinie – w Lubelskim Międzykomunalnym Związku Elektryfikacyjnym LUBZEL, gdzie kontynuował prace do roku 1947.
W roku 1947 został aresztowany przez Urząd Bezpieczeństwa pod zarzutem sabotażu, było to związane z pożarem w warsztatach ZEOL-u. Więzienie „na zamku” opuścił w roku 1949 i rozpoczął pracę w szkolnictwie. Został nauczycielem w Państwowym Liceum Elektrycznym w Lublinie oraz pracował w Ośrodku Kształcenia Kadr Szkolnictwa Zawodowego.
W latach 60. działał w Wieczorowej Szkole Inżynierskiej, a w roku 1964 przyczynił się do powstania tam Wydziału Elektrycznego. W latach 1968–73 pełnił tam funkcję prodziekana.
Na emeryturę przeszedł w roku 1979, jednakże dalej podejmował pracę na Wydziale na część etatu.
Leonid Kacejko opracował, także wiele podręczników i poradników z dziedziny elektrotechniki. Jego publikacje wydano łącznie w ok. 600 000 egzemplarzach.
Leonid Kacejko zmarł 11 października 1996 roku, został pochowany na cmentarzu przy ulicy Lipowej w Lublinie.
Jego synem jest Piotr Kacejko, rektor Politechniki Lubelskiej w latach 2012-2020.

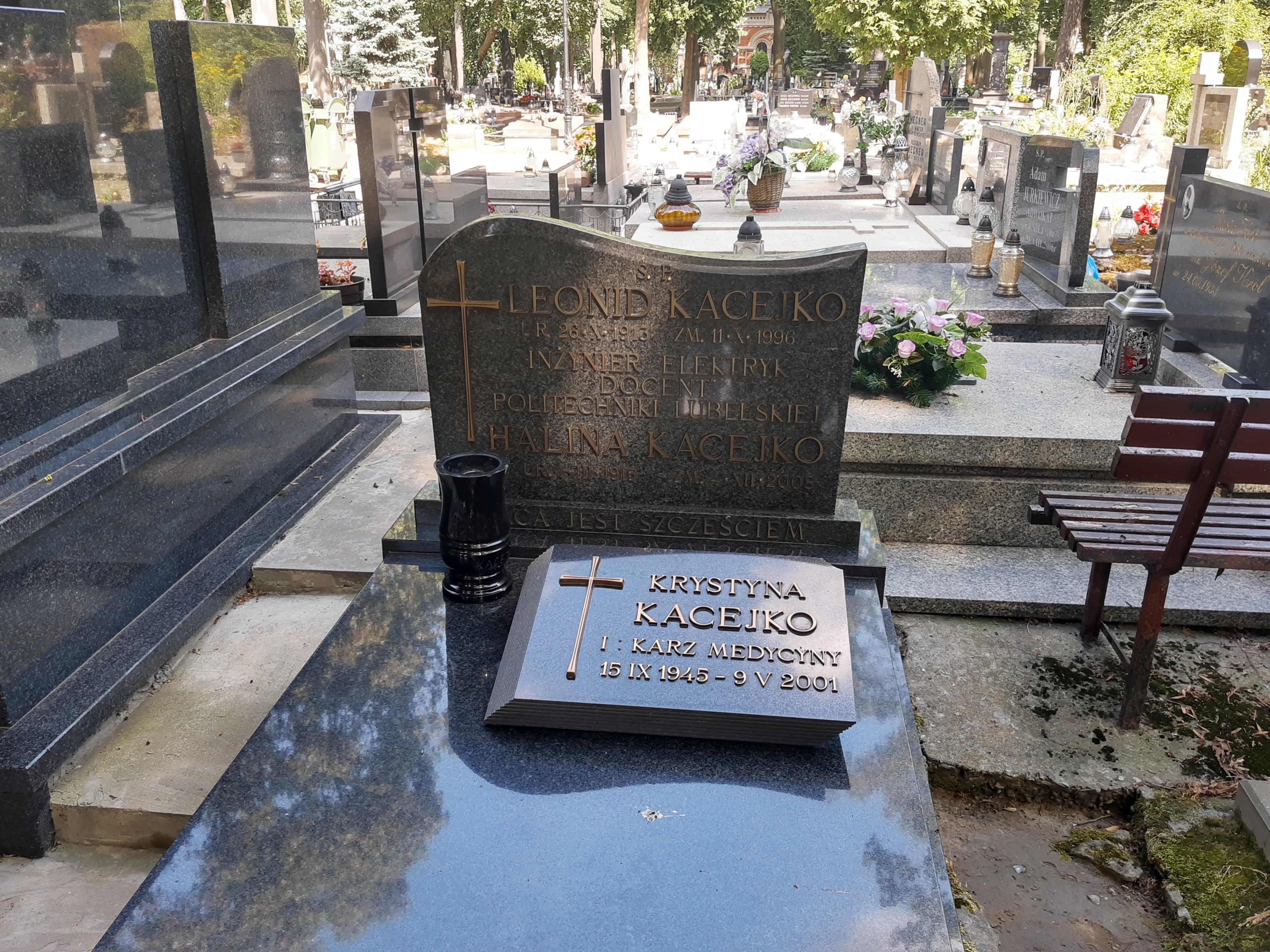
Grób Leonida Kacejki na cmentarzu przy Lipowej